# Departamento de Sonsonate
Sonsonate es un departamento de las 14 entidades que conforman la República de El Salvador, cuya cabecera es la municipalidad de Sonsonate Centro. Se distingue a nivel nacional por la riqueza cultural, religiosa, histórica y turística.

## Historia
Sonsonate formó parte de la alcaldía mayor de Sonsonate de la Capitanía General de Guatemala que obtuvo su independencia de España en 1821 y a partir del 12 de junio de 1824 junto con la provincia de San Salvador formaron el país que hoy es llamado El Salvador.
La ciudad de Sonsonate, fundada por Antonio Domínguez en 1552, es su cabecera.
Por decreto ejecutivo de 22 de mayo de 1835 del jefe supremo Nicolás Espinoza la ciudad de Santa Ana es declarada cabecera departamental del departamento de Sonsonate, por ese mismo decreto ejecutivo se agregó al departamento de Sonsonate el distrito de Metapán (que antes formaba parte del departamento de San Salvador) por lo que los jefes políticos del departamento ejercerían desde entonces su mandato por toda el área occidental salvadoreña.
En el 8 de febrero de 1855, la cámara de senadores, considerando que el departamento de Sonsonate tenía una área de 600 leguas cuadradas, una población de más de 80,000 habitantes, que era dividida de oriente a occidente por una cordillera que tenía caminos intransitables en el invierno que no permitían a los gobernadores visitar las poblaciones con la debida frecuencia  y que las poblaciones al sur de la cordillera deseaban formar su propio departamento, formaron un decreto legislativo que dividió el departamento de Sonsonate en dos: el de Sonsonate y el de Santa Ana. El decreto fue aceptado por la cámara de diputados en el 19 de febrero y fue ejecutado por el presidente José María San Martín como decreto legislativo del 22 de febrero.
El señor licenciado don Antonio Ipiña fue nombrado gobernador propietario del nuevo departamento, y el señor don Vicente Gómez como suplente. En el 14 de marzo, Antonio Ipiña pronunció un discurso después de tomar posesión de la gobernación del departamento, este discurso fue contestado por el alcalde municipal de Sonsonate, Mariano Fernández y por José Campo, un síndico de la municipalidad.

## Geografía
El Departamento está ubicado en la zona occidental del país. Tiene un área de 1225.77 km² y una población estimada de 438 960 habitantes (2007), con una densidad de población de aproximadamente 423 hab/km².

## Organización Territorial

### Municipios y Distritos Municipales Desde 2023
Con la entrada en vigor de la Ley Especial para la Reestructuración Municipal, los departamentos de El Salvador sufren modificaciones en su organización territorial producto de la fusión e incorporación de antiguas municipalidades hacia las nuevas entidades como distritos municipales como. En el caso del departamento de Sonsonate se reducen de 16 a 4 municipalidades y surgen 16 distritos municipales tomando como base las anteriores demarcaciones territoriales, siendo estos divisiones auxiliares para la administración pública y estadística.
Las nuevas entidades municipales toman su nombre a partir de la localidad y la ubicación geográfica en que se encuentran; tal y como se muestra a continuación:
|                                                   | Municipios       | Municipios                                                                               | Distritos Municipales |
|                                                   | Sonsonate Oeste  | - Acajutla ⭐                                                                            |                       |
|                                                   | Sonsonate Norte  | - Santa Catarina Masahuat - Juayúa - Nahuizalco ⭐ - Salcoatitán                         |                       |
|                                                   | Sonsonate Este   | - Izalco ⭐ - Armenia - San Julián - Santa Isabel Ishuatán - Caluco - Cuisnahuat         |                       |
|                                                   | Sonsonate Centro | - San Antonio del Monte - Santo Domingo de Guzmán - Sonsonate ⭐ - Sonzacate - Nahulingo |                       |
| ⭐️: representa la cabecera de las municipalidades |                  |                                                                                          |                       |

## Economía
La mayor parte de la población tiende a concentrarse en las zonas montañosas intermedias, particularmente en los municipios de Sonsonate, Izalco, Acajutla, Nahuizalco y Armenia, que son los que desarrollan la mayor parte de las actividades económicas del departamento. Los principales recursos económicos proceden del sector agropecuario. En este destacan los cultivos de maíz y de otros granos básicos en todos los municipios y el de café en los de Juayúa, Salcoatitán, Santa Catarina Masahuat, Nahuizalco e Izalco, en los que también se producen caña de azúcar, bálsamo, coco y frutas cítricas. La cría de ganado vacuno, porcino y equino y la apicultura están igualmente extendidos.
En el marco de las actividades económicas primarias pueden considerarse igualmente la pesca fluvial, que tiene un carácter local y de subsistencia, y la comercial en aguas del Pacífico. Las actividades industriales han cobrado un fuerte impulso, sobre todo en los rubros de la alimentaria (beneficiado de café, refino de azúcar, conservas), textil (procesamiento de algodón) y manufactura de tabaco (cigarrillos) en Sonsonate; cabe señalar también la refinería de petróleo, la metalurgia y la producción de fertilizantes. Sobresale el puerto de Acajutla, el de mayor importancia comercial del país, y que aloja la única Unidad Flotante de Almacenamiento y Regasificación de El Salvador, el BW Tatiana.
La artesanía elaborada en los centros de Nahuizalco, Izalco, Armenia y Cuisnáhuat continúa siendo otro importante segmento de la economía departamental. Así mismo, existen diversos centros turísticos, como las playas Los Cóbanos o Metalío, en su extenso litoral. Sonsonate cuenta con una compleja red de comunicaciones, tanto por vía terrestre, como marítima.

## Demografía
El departamento de Sonsonate de acuerdo con el censo de población de 2007, en términos de raza el departamento tenía:
- 90.71% Mestizos
- 8.09% Blancos
- 0.55% Otros
- 0.44% Indígenas
- 0.21% Negros

Sonsonate se distingue de otros departamentos de El Salvador por su riqueza y diversidad étnica, Sonsonate recibió poblaciones africanas durante la época colonial, Sonsonate es uno de los departamentos con mayor presencia africana en El Salvador, en Sonsonate se encuentran varias comunidades indígenas; en el departamento está el distrito con más población nahua en el país, por otra parte, Sonsonate recibió oleadas de inmigrantes europeos provenientes principalmente de España, Francia, Inglaterra e Italia.

## Turismo
En la zona existe la denominada Ruta de las Flores recorrido que incluye la visita a poblados ricos en tradiciones de este departamento y Ahuachapán. Tales distritos incluyen a San Antonio del Monte, Nahuizalco, Salcoatitán, Juayúa, Apaneca, Concepción de Ataco y Tacuba.
Está también la Ruta de los Naranjos que ofrece diversas actividades de montaña, uno de los grandes atractivos turísticos es el complejo natural Parque nacional los volcanes que comparte con el departamento de Santa Ana. Sonsonate es llamada la cuna del montañismo Salvadoreño debido a su situación geográfica en la cordillera Apaneca-Lamatepec, los volcanes Izalco y San Marcelino están dentro de su jurisdicción y el arrecife de coral llamado Los Cóbanos y forma parte del Área Natural Protegida y sitio Ramsar Complejo Los Cóbanos, El origen de este arrecife Los Cóbanos se estima en 40 millones de años, cuando el volcán de Santa Ana hizo erupción, permitiendo que se formara la costa rocosa, cuya textura porosa permitió que las larvas (de corales) se asentaran y prosperaran hasta formar estructuras coralinas, y actualmente son representados principalmente de los géneros: Porites (se encuentra en mayor cantidad), Psammocora y Pocillopora; todos ellos, corales hermatípicos o corales duros, formadores de arrecifes.
En el sitio, ecosistemas amenazados como los manglares brindan refugio y hábitat para especies amenazadas como el pepino de mar y el caballito de mar del Pacífico. El complejo los Cobanos sirve de sitio de anidación para la tortuga carey, tortuga laúd, tortuga golfina y prieta especies en peligro de extinción. También se pueden hallar tiburones ballena y tiburones martillo Además, el único lugar en El Salvador donde ocurren corales formadores de arrecife (Porites lobata). El sitio controla inundaciones y retiene sedimentos y materiales tóxicos acarreados principalmente por los ríos cercanos. El bosque de manglar sirve como barrera rompe vientos y contribuye a la fijación de carbono. Entre las principales amenazas para el sitio se encuentra la presencia de asentamientos humanos no autorizados.
El turismo se eleva en época de Cuaresma y Semana Santa, las ciudades de Sonsonate, Izalco y Juayua son visitadas por turistas y feligreses nacionales y extranjeros que participan en procesiones y velaciones, las cuales tienen una mezcla de cultura, fervor y tradición.

## Religión y Cultura
El departamento es considerado como el de mayor devoción popular, rico en tradiciones y fervor. Tiene Imágenes con mucha devoción como: Consagrada Imagen de Jesús Nazareno "Protector Perpetuo" de Sonsonate (siendo la primera Imagen en consagrarse fuera de San Salvador), Consagrada Imagen del Señor del Descendimiento de Izalco, Consagrada Imagen de Jesús de las Once de Izalco.
Municipios como Sonsonate, Izalco, Juayua, Nahuizalco y Armenia preservan sus tradiciones a nivel nacional. Se celebran las procesiones más largas y concurridas de El Salvador como: El Santo Entierro de Sonsonate, el cual recorre unas 80 cuadras continuas entre las 5:00 p. m. del Viernes Santo y las 8:00 a. m. del Sábado Santo. El Miércoles Santo, la Procesión con Jesús Nazareno de Sonsonate, egresa del templo de Santo Domingo a las 2:00 p. m. e ingresa a la Parroquia El Pilar a las 03:00 a. m. del Jueves Santo. También la tradicional "Procesión de los Cristos" con Jesús Nazareno de Izalco, dura unas 16 horas.
En Sonsonate se fundamentaron las primeras Hermandades del país, como la Hermandad de Jesús Nazareno de los Viacrucis (1840), la Hermandad del Santo Entierro de Cristo de Sonsonate (1875).
Los principales templos religiosos del departamento son:
Catedral de la Santísima Trinidad de Sonsonate; Parroquia Nuestra Señora de los Ángeles, Sonsonate; Parroquia Santa Lucía, donde se Venera al Cristo Negro de Juayua; Parroquia San Juan Bautista de Nahuizalco; Parroquia de San Antonio del Monte, Parroquia Dolores y Parroquia Asunción de Izalco.
La Semana Santa en Sonsonate tiene un alto valor religioso, tanto así que por Decreto Legislativo se estableció Patrimonio Cultural Religioso de la República de El Salvador.
Diferentes hermandades realizan intercambios con visitas reciprocas con hermandades de Antigua Guatemala, Ciudad de Guatemala, Chicacao, Suchitepequez, Chiquimula y Escuintla de Guatemala. Así como Comayagua y Tegucigalpa de Honduras.
Sonsonate es el segundo departamento con más católicos en El Salvador luego de Chalatenango y luego le sigue Cabañas.[cita requerida]
| Religión en Sonsonate (2022) | Religión en Sonsonate (2022) | Religión en Sonsonate (2022) | Religión en Sonsonate (2022) | Religión en Sonsonate (2022) |
| ---------------------------- | ---------------------------- | ---------------------------- | ---------------------------- | ---------------------------- |
| Religión                     | Religión                     |                              | Porcentaje                   | Porcentaje                   |
| Catolicismo                  | Catolicismo                  |                              | 72 %                         | 72 %                         |
| Protestantismo               | Protestantismo               |                              | 22 %                         | 22 %                         |
| Sin Religión                 | Sin Religión                 |                              | 3 %                          | 3 %                          |
| Otras religiones             | Otras religiones             |                              | 1 %                          | 1 %                          |

En Sonsonate hay dos religiones predominantes, el Catolicismo y el Protestantismo. El Catolicismo representa el 72% de la población y el protestantismo Representa el 22%; mientras que el 3% de la población no pertenece a ninguna religión y el 1% pertenece a otras religiones.[cita requerida]

## Deportes
El departamento es sede del Sonsonate Fútbol Club de la segunda división de El Salvador, y juega en el estadio Ana Mercedes Campos Rivera.